# Araphura brevimanus
Araphura brevimanus is een naaldkreeftjessoort uit de familie van de Tanaellidae. De wetenschappelijke naam van de soort is voor het eerst geldig gepubliceerd in 1864 door Lilljeborg.